# Haemaphysalis mageshimaensis
Haemaphysalis mageshimaensis este o specie de căpușe din genul Haemaphysalis, familia Ixodidae, descrisă de Saito și Harry Hoogstraal în anul 1973. Conform Catalogue of Life specia Haemaphysalis mageshimaensis nu are subspecii cunoscute.